# 甄申
甄申（1928年5月5日—2018年5月14日），原名甄尚志，男，河北新乐人，中华人民共和国军事人物，中国人民解放军中校，曾任江苏省军区司令员，第六届全国人大代表。